# Национальное народное собрание Гвинеи-Бисау
Национальное народное собрание Гвинеи-Бисау (порт. Assembleia Nacional Popular da Guiné-Bissau) — однопалатный парламент Республики Гвинея-Бисау, являющийся единственным законодательным представительным органом в стране. Он состоит из 102 членов (депутатов), избранных на пятилетний срок. 2 места зарезервированы для граждан Гвинеи-Бисау, проживающих за рубежом. Депутаты избираются по пропорциональной избирательной системе.

## Результаты последних выборов (4 июня 2023)
- Африканская партия независимости Гвинеи и Кабо-Верде — 262 240 (39,42 %) — 54 места;
- Движение Демократическая альтернатива G-15 — 163 509 (24,39 %) — 29 мест;
- Партия за социальное обновление — 100 429 (14,98 %) — 12 мест;
- Гвинейская партия трудящихся — 54 784 (8,17 %) — 6 мест;
- Ассамблея объединённого народа — 29 787 (4,44 %) — 1 место